# 鞆ヶ浦
鞆ヶ浦（ともがうら）は、島根県大田市仁摩町にある日本海に面した湾と集落。世界遺産石見銀山の構成資産のひとつ。石見銀山で産出した銀を銀山街道で陸送した後、鞆ヶ浦で船に積み込み搬出した（博多を経て世界へ輸出流通）。
鞆ヶ浦は周囲を山に囲まれた谷状地形で、東西方向に奥行約280メートル、幅は平均30メートルの傾斜地で、湾は奥行約100メートル、防波堤を除く湾口幅約60メートル（平均幅30メートル）、水深3～4メートル。現在は10戸ほどが暮らし、漁港（友漁港）となっている。周辺の海岸線はリアス式海岸で多くが北西向きに開削されているため冬季に季節風の影響をうけやすいが、鞆ヶ浦は西向きで湾口に鵜島と沖ノ鵜島があり波除けの役割を果たしたことで良港となった。
鞆ヶ浦への人の定住がいつ頃から始まったのか定かでないが、石見銀の積出港としては最古で、16世紀半ばの銀山の本格的稼働に合わせて使われ始め、廻船で栄えた。鞆ヶ浦が選ばれたのは、石見銀山から直線で約6キロの最短に位置していたことによる。江戸時代になり銀の産出量が増えると、土地の狭さから集積地としては不便で、瀬戸内海へ抜ける街道も整備されたことで積出量が減り、住民は漁業・農業・製塩へと転業した。集落の入口には番所があった「番屋敷」や馬で運んできた銀を下した「馬落」といった往時を偲ぶ地名が残されている。
世界遺産登録範囲面積は洋上を含む150333.55平方メートル（緩衝地帯除く）。
アクセスは山陰本線の馬路駅から徒歩約10分（約1キロ）。